# Recuenco
Recuenco es una localidad situada en la provincia de Burgos, comunidad autónoma de Castilla y León (España), comarca de Las Merindades, partido judicial de Villarcayo, ayuntamiento de Medina de Pomar.

## Geografía
Situado 11 km. al nordeste de la capital del municipio, a 19 de Villarcayo, cabeza de partido, y a  94 de Burgos. En la carretera provincial  BU-V-5517  entre Tabliega y La Riba.

### Comunicaciones
- Carretera:

Se accede desde Medina de Pomar sentido Bilbao o Laredo por la carretera nacional  N-629  hasta llegar a Quintanilla de Pienza donde en el cruce se girará a mano derecha hacia Tabliega Por la carretera provincial  BU-V-5517  entre Quintanilla de Pienza y La Cerca, en Tabliega giras a la derecha sentido Medina de Pomar o La Cerca siguiendo la carretera provincial   BU-V-5517  llegarás a Recuenco.
- Autobuses:

Hay que salir hasta Quintanilla de Pienza en la  N-629  para coger el autobús, de la línea Bilbao-Burgos, que conduce a Bilbao, Burgos, Medina, Villarcayo, Espinosa,...

## Demografía
En el censo de 1950 contaba con  45 habitantes, reducidos a 5 en el padrón municipal de 2007.

## Historia
Aldea  perteneciente a la  Jurisdicción de Medina de Pomar  en el  partido de Castilla la Vieja en Burgos, jurisdicción de señorío ejercida por el Duque de Frías quien nombraba su regidor pedáneo.
A la caída del Antiguo Régimen queda agregado al ayuntamiento constitucional   de Aldeas de Medina, en el partido de Villarcayo perteneciente a la región de  Castilla la Vieja.
A principios del siglo XX  desaparece este municipio integrándose esta localidad en la Junta de la Cerca, para posteriormente integrarse en su actual municipio de  Medina de Pomar.

## Parroquia
Iglesia católica de San Miguel Arcángel, en La Riba de Medina ,dependiente de la parroquia de Cubillos en el Arciprestazgo de Medina de Pomar, diócesis de Burgos.